# Офис ночью (картина Хоппера)
«Офис ночью» (англ. Office at Night) — картина американского художника-реалиста Эдварда Хоппера, написанная в 1940 году. Хранится в коллекции Центра искусств Уокера в Миннеаполисе, штат Миннесота, который приобрел её в 1948 году. 
На картине изображён офис с двумя людьми — девушкой в синем платье с короткими рукавами, стоящей у открытой картотеки, и мужчиной чуть постарше, одетым в костюм-тройку. Это может быть также офис адвоката, бухгалтера или малого бизнеса. 

## Интерпретация
Несколько подсказок дают возможность предположить контекст картины. Высокий угол обзора, с которого зритель видит на офис, подразумевает, что зритель может смотреть из проходящего надземного поезда. Более того, Хоппер позже сообщил Норману Геске, куратору художественного центра Уокера, который приобрел картину в 1948 году, что идея картины была «вероятно, впервые была навеяна частыми поездками на поезде «L» в Нью-Йорке после наступления темноты — проблески офисных интерьеров, будучи настолько мимолетными, что оставили свежие и яркие впечатления в моей памяти». Это не престижный офис — факт, подкрепленный ромбовидной формой комнаты и небольшим размером рабочего стола мужчины. Слева, еще меньший письменный стол с пишущей машинкой может быть рабочим местом девушки. Что подразумевает, что она может быть секретарем. 
Тем не менее это угловой офис, что указывает на то, что в этой небольшой организации это самый престижный кабинет, и поэтому мужчина, возможно, является менеджером или начальником. 
Как и на многих других своих картинах, Хоппер демонстрирует движение с помощью занавесок. На этой картине качающееся кольцо шторки, возможно, свидетельствует о порыве ветра от проходящего поезда. 
Порыв ветра, также может объяснить еще тот факт, что на полу рядом со столом лежит лист бумаги, который, возможно, только что сорвался со стола и привлек внимание девушки. 
Один критик писал: «Хотя комната ярко освещена, мы чувствуем, что происходит что-то странное. Помимо отношений между этими двумя фигурами, тревожное настроение возникает из-за того обстоятельства, что они, очевидно, перебирают конфиденциальный материал в этот поздний час в поисках некоего документа». Концентрация мужчины говорит о том, что этот вопрос для него критически важен — он не потрудился снять пиджак, несмотря на то, что достаточно тепло (все окна открыты) — и он, кажется, не заметил ветра смахнувшего лист бумаги на пол. 
Другой критик отмечал: «В этой картине Хоппер предлагает больше подсказок о происходящем, чем он обычно делает. Слева от стола лежит лист бумаги, который только что увидела женщина. Можно предположить, что когда эта чувственная девушка потянется к листу, ее действия привлекут мужчину. На задней стене Хоппер выделил часть стены, освещенную искусственным светом, который, в свою очередь, выделяет пространство, где мужчина и женщина будут взаимодействовать друг с другом». 
Ранее названия для картины включали «Комната 1005» и «Сердечно ваш» подкрепляя идею о том, что между мужчиной и женщиной существует более глубокая связь или что они совместно работают над вопросом, который предполагает высокую степень доверия между ними. В конце концов, Хоппер выбрал более двусмысленный вариант: «Офис ночью». 
Как и в других ночных картинах, Хоппер должен был реалистично воссоздать сложность комнаты, освещенной несколькими перекрывающимися источниками различной яркости. В этой картине, как в «Полуночниках», его мастерство в решении этой проблемы является ключом к успеху. В «Офисе ночью» свет исходит от трех источников: верхнего света, лампы на столе мужчины, которая проливает небольшое пятно интенсивного света, и от уличного фонаря, дающего свет в открытое окно с правой стороны. Хоппер писал, что перекрытие света от потолочного светильника и света снаружи создало особые технические трудности, поскольку требовало использования разных оттенков белого для передачи идеи о степенях тени. Тщательное изучение угла позади девушки обнаруживает слабую тень, которую та отбрасывает в слабом свете потолочного светильника, почти затерявшуюся из-за резко вытравленной тени шкафа в ярком свете уличного фонаря. 

## История

### Вдохновение и творчество
В конце декабря 1939 года и в начале января 1940 года Хоппер прошел через творческий кризис. В это время, согласно записям в дневнике, который вела его жена Джозефина («Джо»), он занялся чтением книги французского поэта и эссеиста Поля Валери. 
25 января 1940 года, по настоянию Джо, они посетили выставку итальянских мастеров в Музее современного искусства в Нью-Йорке. В дневнике Джо отмечается, что их внимание было привлечено, в частности, к картине Боттичелли «Рождение Венеры», которую она видела, до свадьбы, в Уффици. До этого времени Эдвард видел только фотографии этой картины. Джо очень нравилась эта картина, в то время как Эдвард отверг её как «только еще одну симпатичную девушку» — пренебрежительную характеристику, заставляющую его биографа Гейл Левин заключить, что этот комментарий выдал «более глубокое волнение». 
На следующий вечер Эдвард объявил (как выразилась Левин) «что ему нужно выйти, чтобы „помедитировать“ новую картину». Его путешествие по городу, похоже, включало поездку на надземном поезде. Через день после этого, 27 января, он совершил еще одну поездку, чтобы купить холст, показав, что он готов начать писать новую картину. В дневнике Джо на эту дату отмечается, что «у него появился черно-белый рисунок мужчины за столом в кабинете и девушка слева от комнаты и эффект освещения». 
Затем последовало несколько набросков, когда Хоппер правил изображение на бумаге, чтобы оно более точно соответствовало его видению. Как и раньше, Джо служила моделью для женской фигуры. Её записи в дневнике 1 февраля: 
| “ | Э. нарисовал свою новую картинку углем. Он без конца готовится — у него уже было 2 законченных карандашных эскиза. Кажется, он просто оттягивает работу с холстом. Это бизнес-офис с пожилым мужчиной за столом и секретарем, которая вылавливает что-то в картотеке. Я должна буду позировать сегодня вечером в узкой юбке — короткой, чтобы показать ноги. Приятно, что у меня хорошие ноги и чулки. | ” |

Каждый день Хоппер работал над картиной «пока не становилось совсем темно». К 19 февраля полотно достигло такой степени завершенности, что Джо заметила: «Каждый день я не вижу, как Э. может добавить еще один штрих», но также и то, что изменения делали «эту картину… более ощутимой, а не суетливой… сводится к основам ... так понял». 
22 февраля готовая картина была доставлена в галерею, где были предложены различные варианты названия: от помощника владельца галереи: «Сердечно Ваш; комната 1506.», сам Хоппер предложил «Время и половина времени и т. д.». Все предложенные названия были записаны Джо в журнале их картин: Эдварда и её. 

### Заметки о картине из дневника Хоппера
Вскоре после свадьбы в 1924 году, Эдвард и Джо завели дневник, в котором он, используя карандаш, делал эскизные рисунки каждой из своих картин вместе с точным описанием определенных технических деталей. Затем Джо добавляла дополнительную информацию, раскрывая темы картины. 
Запись о картине «Офис ночью», содержит следующие заметки о картине, записанные почерком Джо: 
Офис ночью. 22x25. «Искренне ваш». "Комната 1005".
22 февраля 1940 г.

Белые стены, электрический свет с потолка, от настольной лампы (зеленая) и от света за окном. Зеленый пол (темно-зеленый), мебель из красного дерева, синий блоттер на столе, зеленый металлический шкаф. Перегородки из коричневого дерева с матовым стеклом. [неразборчиво] шторы. За окном видны края кладки шпаклевка цвета. Человек в сером костюме, светлые волосы. «Ширли» в красном платье, с белым воротничком, чулками, черными туфлями, черными волосами и большим количеством помады. Фигуры выделяются в пространстве, не прикрепленные к фону.

### Собственность и история выставок
Картина оставалась в собственности Хоппера в течение нескольких лет. Согласно записям в дневнике Джо, она была показана в 1945 году на выставке, посвященной 75-летию Клуба Салмагунди, на которую Эдвард был приглашен. На выставке картина получила приз в 1000 долларов. 
В дневнике содержится вычеркнутая заметка, в которой говорится, что картина была продана весной 1948 года в Институт искусств Батлера в Янгстауне, штат Огайо, за «1500 -1/3», оплаченную 27 июля 1949 года. Еще одно примечание, приведенное ниже, противоречит этому, утверждая, что картина была продана Центру искусств Уокера в Миннеаполисе за ту же сумму 27 июня 1949 года. 
В заключительной записке дневника, также почерком Джо, говорится: «Джон Клэнси оценил стоимость страховки 15 000–1964». 
В 2006 году картина несколько месяцев экспонировалась в Музее американского искусства Уитни. 